# Fluoriranje vode
Fluoriranje vode ili fluoridacija vode je postupak dodavanja fluornih soli u javnu vodoopskrbu u nekim zemljama. U većem dijelu Europe pa tako i u Hrvatskoj se ne provodi. Dodaje se do koncentracije od jednoga dijela fluora na milijun dijelova vode, tj. 1 mg fluorida na litru vode (1 mg/L) smanjuje učestalost karijesa za 60%.
Fluoriranje se uvelo s ciljem smanjenje karijesa. Započelo se 1945. godine u SAD-u. Fluorirana voda djeluje na površini zuba; u ustima nastaju niske razine fluorida u slini, što smanjuje demineralizaciju zubne cakline i povećava stopa po kojoj se caklina remineralira u ranim fazama karijesa. Caklina ima visok sadržaja mineralnih tvari, a fluoriranje vode pomaže u tome. Obično se fluoridni spoj dodaje vodi za piće (obično u obliku sintetske soli natrijeva heksafluorosilikata). Ne primjećuje se, jer nema boje ni mirisa. To je proces, koji u SAD-u košta u prosjeku oko 1 američkog dolara po osobi godišnje. Ponekad je potrebno defluoriranje vode, tj. smanjenje fluora u vodi, ako razina prekoračuje preporučene granice. Svjetska zdravstvena organizacija predložila je 1994.g. razinu fluorida 0,5 do 1,0 mg/l (miligrama po litri), ovisno o klimi.
Flaširana voda (kupovna voda) obično ima nepoznate razine fluorida, a neki filteri za vodu u kućanstvima, uklonjaju neke ili sve fluoride iz vode.
Osim vode fluoridirati se mogu živežne namirnice, kuhinjska sol i mlijeko. Fluoridi se u usta unose u obliku različitih tolikalnih preparata, zubnih pasta i vodica za usta. Za topikalnu fluoridaciju služe tekućine (s 2% fluorida) ili zubne paste (s 0,02 do 0,1% fluorida). Tekućina je obično vodena otopina natrijeva, rjeđe kositrova ili drugog fluorida, koja se nanosi izravno na mlade trajne zube u djece. Fluoridi u vodi za piće ili u zubnim pastama sprječavaju nastanak zubnoga karijesa; u ustima koče bakterijske enzime važne za metabolizam ugljikohidrata i nastanak kiselina koje demineraliziraju caklinu zuba.
SAD je prva zemlja, koja je uvela fluoriranje vode. Kasnije su ga uvele i zemlje kao što su: Argentina, Australija, Brazil, Kanada, Čile, Kolumbija, Hong Kong, Irska, Izrael, Južna Koreja, Malezija, Novi Zeland, Filipini, Singapur, Španjolska, Velika Britanija i Vijetnam. Flouriranu vodu pije oko 204 milijuna stanovnika SAD-a (66%), 12 mlijuna Europljana i 355 milijuna ljudi u drugim krajevima svijeta. U nekim zemljama, prirodna izvorska voda već je fluorirana prirodnim putem u pojedinim regijama. U toj grupi zemalja su: Argentina, Francuska, Gabon, Libija, Meksiko, Senegal, Šri Lanka, Tanzanija, SAD i Zimbabve.